# Hippopsis tibialis
Hippopsis tibialis là một loài bọ cánh cứng trong họ Cerambycidae.